# Giebułtów, Lower Silesian Voivodeship
Giebułtów [ɡʲɛˈbuu̯tuf] (tiếng Đức: Gebhardsdorf) là một ngôi làng thuộc khu hành chính của Gmina Mirsk, Lwówek Śląski, Lower Silesian Voivodeship, ở phía tây nam Ba Lan, gần biên giới với Cộng hòa Séc. Giebułtów nằm cách khoảng 3 kilômét (2 mi) về phía tây bắc Mirsk, 23 km (14 mi) về phía tây nam Lwówek ląski và 120 km (75 mi) về phía tây thủ phủ khu vực Wrocław.
Trước Thế chiến II, thị trấn nằm ở vùng Lower Silesia của Đức. Khu vực này đã được chuyển lại cho Ba Lan vào năm 1945 sau khi dịch chuyển biên giới.

## Lịch sử
Trong Thế chiến II, Giebułtów là địa điểm tổ chức trại lao động nô lệ của Đức Quốc xã tên là FAL Gebhardsdorf, Nó là một trong gần một trăm tiểu khu của hệ thống trại tập trung Gross-Rosen. Các tù nhân bao gồm 500 phụ nữ Do Thái từ Ba Lan và Hungary, những người đã được chuyển tới đây sau khi tuyển chọn tại trại tập trung Auschwitz, để làm việc cho nhà sản xuất phụ tùng máy bay Aerobau - Heinrich Lehmann KG ở Gebhardsdorf / Isergebirge. Họ đã được gửi đi trong một cuộc tuần hành tử thần về phía tây vào ngày 18 tháng 1 năm 1945.